# Phyllonorycter apicinigrella
Phyllonorycter apicinigrella là một loài bướm đêm thuộc họ Gracillariidae. Nó được tìm thấy dọc theo miền tây bờ biển của Hoa Kỳ from San Luis Obispo County, California, phía bắc đến Whatcom County in extreme tây bắc Washington.
Chiều dài cánh trước là 2.7-3.8 mm. Con trưởng thành bay vào tháng 5 và from giữa tháng 6 đến giữa tháng 9. There are either two or three generations per year.
Ấu trùng ăn Salix species, bao gồm Salix lasiandra và Salix sitchensis species. Chúng cuộn lá làm tổ.